# Cactario

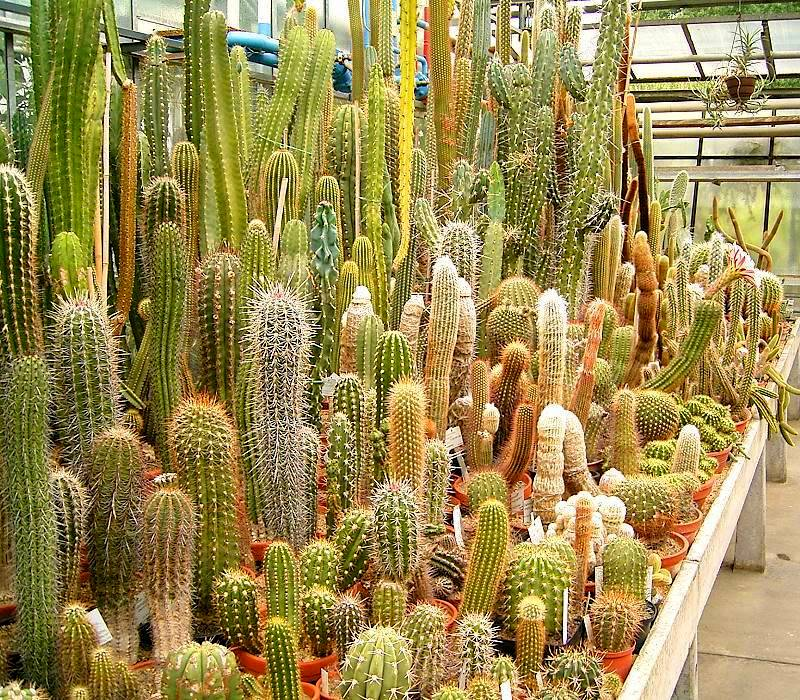
Cactarium en Bochum, Alemania

Un cactario o cactuario (del latín, cactarium) es un jardín dedicado a la plantación de cactus. Aunque generalmente se especializan en coleccionar cactáceas, también pueden incluir otras plantas del desierto como las sábilas, agaves o crasuláceas, aunque entonces estaríamos hablando de un xerojardín. 
Los cactus son plantas suculentas originarias del continente americano, típicas de ambientes áridos. Requieren condiciones secas y por ello, en muchos países, las colecciones se mantienen en invernaderos que protegen de las lluvias. Debido a su poca necesidad de agua, son una opción paisajística sostenible.
Los cactarium suelen acoger también plantas de otras familias botánicas, originarias de las regiones desérticas del mundo.

## Lista de cactarios
- Arizona Cactus Garden (Standford, Estados Unidos)
- Cactario Alvaralto (Olmué, Chile)
- Cactario La Florida (La Florida, Santiago de Chile)
- Company's Garden (Ciudad del Cabo, Sudáfrica)
- Conservatorio del Jardín del Desierto (San Marino, Estados Unidos)
- Desert City (San Sebastián de los Reyes, España)
- Dubuque Arboretum and Botanical Gardens (Dubuque, Estados Unidos)
- Huntington Desert Garden (Los Ángeles, Estados Unidos)
- Jardin botanique d'Èze (Èze, Francia)
- Jardín botánico de Quito (Quito, Ecuador)
- Jardín botánico del Desierto (Phoenix, Arizona)
- Jardín botánico Chirau Mita (La Puntilla, Argentina)
- Jardín botánico Moorten y Cactarium (Palm Springs, Estados Unidos)
- Jardín etnobotánico de Oaxaca (Oaxaca, México)
- Jardín exótico de Mónaco (Mónaco)
- Jardín experimental de Cactus Resistentes al Frío de Vermont (Middlebury, Estados Unidos)
- Jardín de Cactus de Lanzarote (Teguise, España)
- Jardín Majorelle (Marrákesh, Marruecos)
- Jardines Al-Orman (El Cairo, Egipto)
- Kapiolani Community College Cactus Garden (Honolulu, Hawái)
- Palmengarten (Fráncfort del Meno, Alemania)
- Jardines Moir (Poipu, Hawái)
- Jardines Mossèn Costa i Llobera (Barcelona, España)
- National Cactus and Succulent Botanical Garden and Research Centre (Panchkula, India)
- North Central Oklahoma Cactus Botanical Garden (Covington, Estados Unidos)
- West Wetlands Park (Yuma, Estados Unidos)
- Western Colorado Botanical Gardens (Grand Junction, Estados Unidos)
- Zilker Botanical Garden (Austin, Estados Unidos)